# Proboscidea louisianica
Proboscidea louisianica é uma espécie de planta com flor pertencente à família Martyniaceae. 
A autoridade científica da espécie é (Mill.) Thell., tendo sido publicada em Mém. Soc. Sci. Nat. Cherbourg 38: 480 (1912).

## Portugal
Trata-se de uma espécie presente no território português, nomeadamente em Portugal Continental.
Em termos de naturalidade é introduzida na região atrás indicada.

## Protecção
Não se encontra protegida por legislação portuguesa ou da Comunidade Europeia.